# Тополи (село)
 Тази статия е за село Тополи, област Варна.  За село Тополи дол, област Пазарджик вижте Тополи дол.  
Топо̀ли е село в Североизточна България, част от община Варна, област Варна. Населението му е около 3099 души (15 март 2024).

## География
Селото е разположено на 48 метра надморска височина във Варненската низина, на километър северно от Варненското езеро и на 8 километра западно от центъра на град Варна. То е „разделено“ на две части – стара и нова, по двете вълни на заселване – през 70-те години на XIX век и през 70-те години на XX век. Двете части на селото са разделени от дере, в което растат огромните тополи, дали името му. От трите чешми, разположени в дерето, тече изворна вода. В парка, между двете чешми, се намира и малък параклис, наричан „Аязмото“, изграден върху минерален извор, за който се говори, че има целебни свойства за очите.
Климатът е умереноконтинентален със силно черноморско влияние. Валежите за година са умерени, а снежната покривка се задържа около месец.
Флората и фауната на село Тополи пряко показва степния характер на географската ширина. Естествената растителност е тревиста, а горите са ниски акациеви, най-често дори храстовидни. Гори от този тип са запазени от части на хълма Клисе баир и около Горското стопанство. По-големите дървесни видове, като тополи, се срещат по поречието на малката рекичка, пресичаща селото. Фауната е представена предимно от дребни гризачи и влечуги, а и от някои по-големи птици и бозайници – полска мишка, обикновен смок, див заек, лисица, източноевропейски таралеж, сокол, врана, пъдпъдък, яребица, фазан и някои порови. Около средноголямото блато Кайнака се срещат и видове като дива патица, блатна кокошка, водна змия, привлечени от множеството жаби и риби като червеноперка, таранка, шаран, обикновена бодливка.

## История
Данни за наличието на селище на територията на днешно Тополи има още от времето на древните траки. На хълма Клисе баир при изкопни работи са открити множество керамични съдове и предмети от бита. Открити са и предмети с гръцки произход, което говори за търговски и социални контакти с гръцките колонии. На мястото на днешния екарисаж е открита тракийска могила-гробница, а от землището на селото е известен и електронов статер на град Кизик (около 480 г. пр. Хр.).
По време на Първата българска държава група прабългари се установяват край неголямото езеро Кайнака поради наличието на прясна вода. Днес при разкопаване на околните лозя лесно се намират фрагменти на съдове от бита на прабългарина. Керамиката от прабългарски тип е рядка и затова старото селище представлява интерес за историците. Сведенията за селището от времето на Втората българска държава са твърде оскъдни, което предполага, че то е било изоставено.
Сегашното село се споменава за пръв път като Инджекьой през 1828 година, когато по време на Руско-турската война Варна и районът около нея попадат под руска окупация за две години. Руските власти изготвят карта на района, а селото е описано като дълго и изтеглено по ос, състоящо се от 30 къщи и няколко чифлика.
След Руско-турската война от 1877 – 1878 година мюсюлманското население на селото се изселва и на негово място идват бежанци от Одринска Тракия. Запазени са сведения от 16 април 1923 г. относно дейността на местното училищно настоятепство, разполагащо с новосъздадени училищни ниви с площ от 165 декара.
Селото запазва името Инджикьой до 14 август 1934 година, когато е преименувано на Тополи. През 70-те години на XX век в селото се установяват изселници от дългополското село Аспарухово (Ченге), залято от построения по това време язовир „Цонево“.
През 1950 г. в селото функционира всестранна взаимоспомагателна кооперация.

## Население
Численост на населението според преброяванията през годините:
| \| Година на преброяване \| Численост \| \| --------------------- \| --------- \| \| 1934 \| 645 \| \| 1946 \| 699 \| \| 1956 \| 665 \| \| 1965 \| 782 \| \| 1975 \| 3343 \| \| 1985 \| 3182 \| \| 1992 \| 3019 \| \| 2001 \| 3044 \| \| 2011 \| 3148 \| \| 2021 \| 3162 \| |           |
| Година на преброяване | Численост |
| 1934 | 645       |
| 1946 | 699       |
| 1956 | 665       |
| 1965 | 782       |
| 1975 | 3343      |
| 1985 | 3182      |
| 1992 | 3019      |
| 2001 | 3044      |
| 2011 | 3148      |
| 2021 | 3162      |

### Етнически състав

#### Преброяване на населението през 2011 г.
Численост и дял на етническите групи според преброяването на населението през 2011 г.:
|                     | Численост | Дял (в %) |
| Общо                | 3148      | 100.00    |
| Българи             | 2768      | 87.92     |
| Турци               | 45        | 1.42      |
| Цигани              | 5         | 0.15      |
| Други               | 17        | 0.54      |
| Не се самоопределят | 4         | 0.12      |
| Неотговорили        | 309       | 9.81      |

## Инфраструктура
Центърът на село Тополи е облагороден и залесен. Има детски кътове с пейки, люлки и катерушки, където децата се събират. За по-големите има спортна плащадка, а в началото на селото има стадион. Пред кметството и на балкона на читалището се веят националното знаме на България и европейският флаг. Около километър преди разклона за с. Тополи се намират сградите на Бизнес парка, а след селото е „Гробищен парк – Запад“.
Селото е свързано с Варна посредством линии 18, 18А, 118А, 18/40, 18А/40 и ЖП линия с влакове 2 пъти дневно (и в двете посоки).
В селото има едно училище - Основно училище „Христо Смирненски“.

## Култура
Народното читалище е културен център на село Тополи. Ансамбълът за автентичен фолклор, славещ се като един от най-добрите в околността, става все по-известен през годините. Той е създаден първоначално от ченгенските преселници през 1979 г. По-късно към тях се присъединява и новосъздадената тракийска певческа група. Обединявайки се, те създават днешния Ансамбъл за автентичен фолклор при читалище „Св. св. Кирил и Методий-1927“. В ансамбъла членуват около петдесетина самодейци. Негов ръководител е Величка Иванова – читалищен секретар. Ансамбълът за автентичен фолклор жъне множество успехи на сцените не само в България, а и по света. Групата има награди от фолклорни фестивали във Франция, Грузия, Молдова, Северна Македония, Полша, Турция, Унгария и др. Печелят многократно златните награди от фестивала „Листопад на спомените“, „Пирин пее“, златен плакет от „Рожен 2000“, златни награди от съборите в „Копривщица“ и много др. Фолклорният състав представя автентични обичаи от българския бит през Възраждането като „Сватба“, „Гергьовден“, „Еньовден“, „Лазаровден“, „Коледуване“. Към репертоара се включват и множество песни, предимно автентични (тракийски и ченгенски) с подчертано светоусещане към българския дух и традиция. В читалището „Св. св. Кирил и Методий-1927“, се намира местната библиотека, както и етнографска музейна сбирка, представяща уникалната смесица между два различни български етнографски елемента – тракийският и ченгенският. За момента има план за създаването на още една постоянна музейна експозиция, представяща местната Античност и Средновековие. Тук е моментът да се подчертае, че всички предмети в музейната сбирка са дарени от жители на с. Тополи. По повод възрожденски празници са издавани вестници от местната власт.

### Архитектура
Стара сграда е черквата, разположена в центъра на селото – еднокорабна, едноапсидна църква, градена в края на XIX в. Храмът е посветен на Успение Богородично и е действаща енорийска църква към Варненска и Великопреславска епархия на Българската православна църква. Вече е изграден втори храм в началото на селото, който е руски православен и е наречен „Св. Ксения Петербургска“. Църквата е кръстокуполна и е построена в гръцки православен стил. Храмът не е под юрисдикцията на Българската православна църква, а е част от БПСЦ. Има купол с барабан, притежаващ малки аркирани прозорчета. 
Построена е и нова, гробищна църква, посветена на Свети архангел Михаил. Храмът е под юрисдикцията на Българската православна църква. 
На територията на Старото село, където се намират по-старите къщи. Някои от тях, строени в началото на ХХ в. притежават елементи, характерни за градската архитектура. Примери за това са меандрите, фризовете, характерните первази и др.

Когато идват преселниците от село Аспарухово, къщите, които те изграждат, са еднотипни, двуетажни, притежаващи различна украса отвън, като фризове. Най-новите сгради се строят около бензиностанция „Торнадо“.
Пример за светска архитектура е читалището „Св. св. Кирил и Методий. То е създадено през 1927 г. от неколцина будни младежи. В началото се помещава в сградата на училището, докато се съберат средства за построяването на отделна сграда. Читалищната сграда се състои от два етажа. На първия етаж са разположени зрителна зала със сцена и още три по-малки стаи. На втория етаж се помещават библиотека и музейна сбирка. В двора на читалището има открита сцена, където през лятото се изнасят концерти. Там се провежда и Съборът за автентичен фолклор „Тополи пее и се смее", през последната събота на месец август, през година.

### Спорт
Футболният отбор на селото се казва ФК Тополи.

### Редовни събития
- Селски панаир на 24 май.
- Фолклорен събор „Тополи пее и се смее“ – провежда се през една година.